# Erythemis mithroides
Erythemis mithroides é uma Odonata neotropical pertencente a subordem Anisoptera, família Libellulidae. As espécies dessa ordem são conhecidas popularmente por libélulas, e também conhecidas pelos nomes lava-bunda, lavadeira,
cavalo-de-judeu, zig-zag, jacinta e donzelinha, entre outros.

As libélulas desempenham um importante papel ecológico: são predadores eficientes de uma enorme variedade de insetos, consumidos em grandes quantidades, tanto na fase adulta como na larval; são presas de animais maiores, alimentando pássaros, peixes, répteis, anfíbios e outros artrópodes; e são importantes bioindicadores para avaliação da qualidade da água doce e monitoramento da conservação de zonas úmidas.

## Etimologia
Erythemis – (Hagen, 1861), do grego e̍rythrós, vermelho, e Themis, deusa grega da ordem e da justiça. Presume-se que Hagen escolheu Themis, tanto para respeitar a moda vigente à época, que consistia em dar um nome relacionado à mitologia, quanto por ser particularmente bem adaptado à taxonomia, a ciência que visa descrever, ordenar e classificar famílias, gêneros e espécies. O qualificador vermelho, se explica pelo fato de Hagen ter incluído neste novo gênero três espécies cujos abdômens masculinos são vermelhos ou ferruginosos.
Mithroides – junção de  Mithra , divindade indo-iraniana com o sufixo grego _ειδής, que significa similar, parecido com. Brauer menciona na página 262 de Berliner Entomologische Zeitschrift que Libellula mithra (Selys - em Sagra, 1857, p. 446), sinônimo júnior de Erythemis attala (Selys em Sagra, 1857) se parece com a espécie.

## Distribuição geográfica
Erythemis mithroides é uma Odonata: Anisoptera: Libellulidae de ampla distribuição geográfica  que ocorre na América do Norte (Sudeste do Texas nos EUA e México), América Central, incluindo as Antilhas, e América do Sul, exceto o Chile. No Brasil, ocorre em todos os biomas e em todas as bacias hidrográficas.

## Morfologia
Macho: –  lábio amarelo ou marrom com ou sem faixa longitudinal escura na região média. Frente e vértice vermelhos. Tórax vermelho ou marrom com reflexos vermelhos, sem listras claras na região dorsal. Fêmur marrom ou com a região anterior marrom e a região posterior preta. Tíbia marrom, marrom e preta ou completamente preta. Abdômen completamente vermelho. Apêndices abdominais vermelhos. Asas com mancha basal marrom e ápices inflamados ou hialinos.
Fêmea: – lábio amarelo com reflexos verdes e uma faixa preta longitudinal na região central. Frente preta, verde ou amarela, vértice marrom. Tórax marrom com reflexos verdes. Tíbia e fêmur completamente pretos. Abdômen vermelho com reflexos amarelos ou de cor marrom. Apêndices abdominais vermelhos. Asas com mancha basal marrom e ápice inflamado. Pterostigma amarelo com borda costal marrom.

Larva – pequena, de coloração ocreácea, com a cabeça mais larga que comprida. A margem occipital é retilínea e cercada de cerdas; as antenas possuem sete segmentos; os olhos são compostos, globulares e estão em posição ântero-Iateral e projetados para frente; os incisivos e molares da mandíbula são obtusos; fórmula mandibular   ⁠L/R⁠ ⁠1234/123+4⁠ ⁠y/xy⁠ ⁠abb'/abd⁠ ; o lábio é largo e apresenta pequenas manchas escuras; O pré-mento possui 13 setas e a margem lateral possui 11 setas grandes e espiniformes de cada lado. O palpo labial é longo, com pequenas manchas escuras e oito setas de cada lado. Garra móvel com o comprimento aproximadamente igual ao da seta adjacente;  Margem externa do palpo com 13 pequenas setas espiniformes que estendem-se até a quinta cerda do palpo, margem interna suavemente crenulada apresentando 24 setas espiniformes grandes que se alternam com grupos de duas a nove setas pequenas. Tórax com apófises supracoxais protorácicas arredondadas, rodeadas por espinhos de tamanho variáveis; superfície dorsal do protórax guarnecida por uma fileira de pequenas cerdas, margem posterior com duas fileiras de cerdas curtas sobre a sutura entre o protórax e o sintórax, este último com duas fileiras curvas de cerdas pequenas anteriores ao espiráculo. As tecas alares atingem o sexto segmento abdominal e apresentam cerdas dispersas em sua borda superior. As pernas possuem cerdas espiniformes de tamanho variável; O fêmur do segundo par de pernas apresenta uma faixa circular marrom escura na extremidade. O terceiro par de pernas é muito maior que os dois anteriores. O abdômen é curto, cilíndrico e tem a extremidade distal voltada para cima. Os apêndices caudais apresentam um grande número de cerdas. O epiprocto tem forma triangular, lanceolada em vista dorsal; Os cercos são cônicos e divergentes, ultrapassando a metade do comprimento do epiprocto. Os paraproctos são piramidais e fortemente divergentes. 

Nota: Assim como ocorre em outros táxons de odonatas, Erythemis não é um grupo monofilético devido à extensa homoplasia e variabilidade estrutural observadas em seus caracteres diagnósticos. Além da alta variação intra e interespecífica que a maioria dos caracteres apresenta no gênero, um grande número de estados de caracteres é compartilhado com outros gêneros também.

## Ecologia
Erythemis mithroides (Brauer, 1900) é uma libélula ativa e de cores brilhantes, associada aos
ambientes lênticos naturais e artificiais – pântanos, brejos, manguezais, remansos de rios, lagos, tanques de piscicultura, reservatórios e represas – cercados de vegetação secundária, matas ripárias degradadas, culturas agrícolas, gramíneas ou arbustos e áreas antropogênicas.
A espécie pode ser vista, normalmente em números consideráveis,  empoleirada nas hastes de capim e ramos, à beira ou próxima da água, ou voando, geralmente mais baixo do que as outras espécies, como E. haematogastra e E. plebeja, maiores do que ela. Os machos adultos são territorialistas, pousam e voam alternadamente, exibindo continuamente sinais de agressão heteroespecífica durante as atividades de busca por parceiros e caça por alimento.